# Оскар Буур
Оскар Буур (дан. Oskar Buur, нар. 31 березня, Сканнерборг, Данія) — данський футболіст, фланговий захисник нідерландського клубу «Волендам».

## Ігрова кар'єра

### Клубна
Оскар Буур починав грати у футбол у своєму рідному місті Сканнерборг. Пізніше він перейшов до клубу «Орхус», з яким тренується з шістнадцяти років. У лютому 2015 року Буур підписав з клубом перший професійний контракт на два роки. Через місяць після цього він дебютував у першій команді у чемпіонаті Данії.
У сезоні 2015/16 «Орхус» повернувся до Суперліги але сам Буур пропустив багато часу через травму.
У серпні 2017 року футболіст підписав дворічний контракт з англійським клубом «Вулвергемптон Вондерерз». За результатами того сезону клуб вийшов до Прем'єр-ліги. У складі «Вулвз» Буур зіграв один матч у груповому раунді Ліги Європи. У лютому 2020 року футболіст підписав з клубом новий контракт до літа 2023 року. Але закріпитися в основі «Вондерерз» він так і не зумів і на початку 2021 року відбув в оренду у швейцарський «Грассгоппер».
У лютому 2022 року Контракт футболіста і клуба було розірвано і Оскар Буур як вільний агент перейшов до нідерландського «Волендама».

### Збірна
З 2013 року Оскар Буур захищав кольори юнацьких збірних Данії.

## Досягнення
Вулвергемптон Вондерерз
- Переможець Чемпіоншип: 2017/18

Грассгоппер
- Переможець Челлендж - ліги: 2020/21